# Jack Nicklaus' Greatest 18 Holes of Major Championship Golf
Jack Nicklaus' Greatest 18 Holes of Major Championship Golf är ett golfspel från 1988, utvecklat av Sculptured Software, och utgivet av Accolade 1988.
Spelet utspelar sig å 18 olika golfbanor runtom i USA och Storbritannien, och är namngivet efter den amerikanske golfspelaren Jack Nicklaus, som vann US Masters 1986. I spelet kan man spela mot honom när man spelar mot datorn .

### Fotnoter
1. ↑  ”Jack Nicklaus' Greatest 18 Holes of Major Championship Golf – MSX 2”. Games Database. http://gamesdbase.com/game/msx-2/jack-nicklaus-greatest-18-holes-of-major-championship-golf.aspx. Läst 27 april 2014.
2. 1 2  ”Jack Nicklaus’ Greatest 18 Holes of Major Championship Golf”. NES DB. 1 mars 1990. Arkiverad från originalet den 27 april 2014. https://web.archive.org/web/20140427204829/http://www.nesdb.se/game_more.php?id=741&rid=1. Läst 27 april 2014.
3. ↑  Nintendo Magasinet. Power Player 11/12, Sida 14 Recension: Jack Nicklaus Golf NES.